# アフロ忍者
『アフロ忍者』（アフロにんじゃ、原題：Afro Ninja）は、アメリカ合衆国のビデオ映画。

## キャスト
| 役名                   | 俳優                   | 日本語吹替 |
| ---------------------- | ---------------------- | ---------- |
| レジー・カーソン       | マーク・ヒックス       | 古谷徹     |
| サンドラ               | ナターシャ・ホプキンス | 本名陽子   |
| ブラック・ライトニング | ジェームズ・ブラック   | 高瀬右光   |
| メアリー               | マーラ・ギブス         | 定岡小百合 |
| ユウコ                 | 西脇美智子             | 宮内里砂   |
| ロクサンヌ             | マリ・モロウ           | 松本佳奈   |
| クリーボン             | ジム・ケリー           | 遠藤純一   |